# 馬鳴

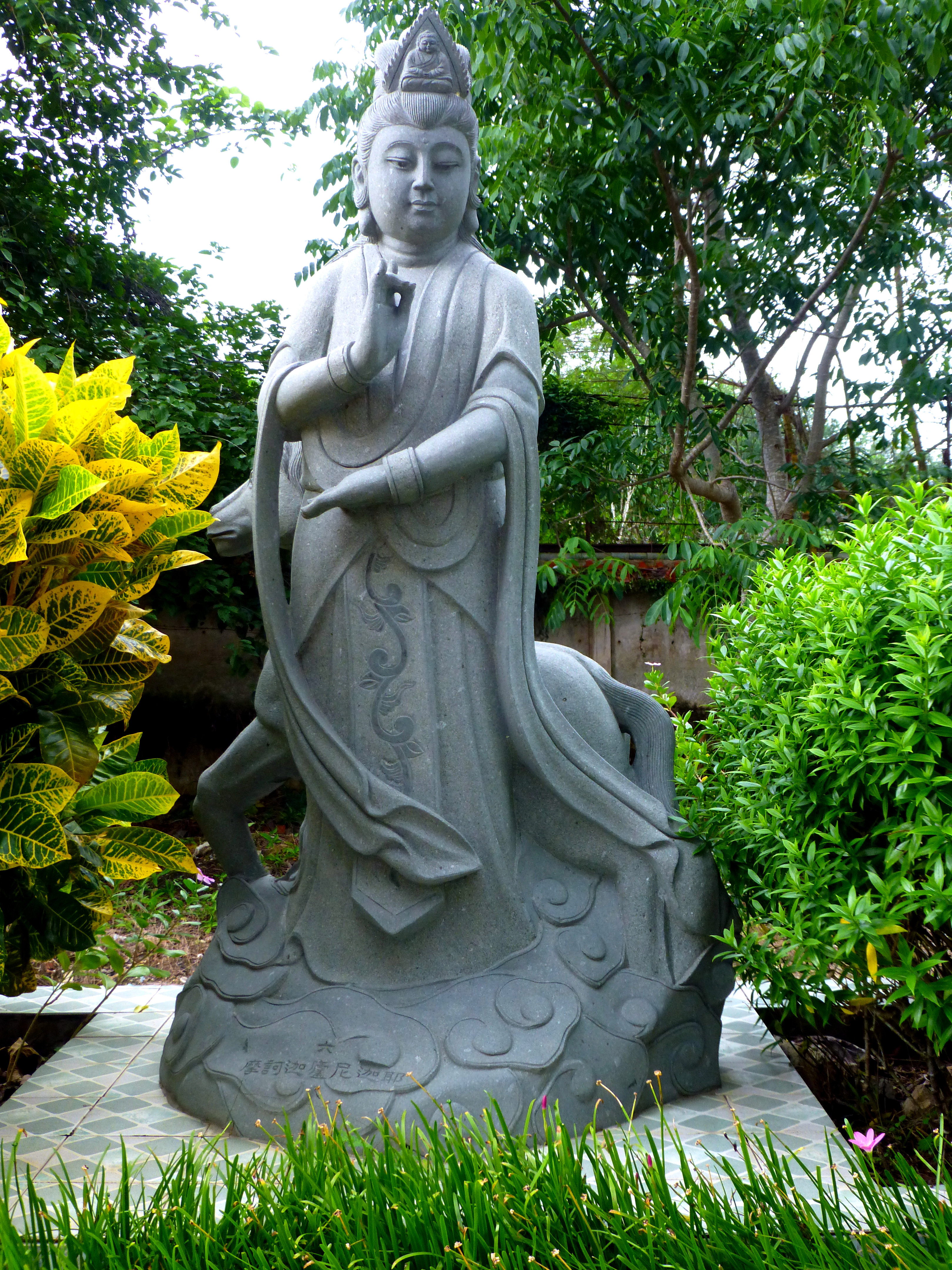
马鸣菩萨像，泰国宋卡府龙象山寺

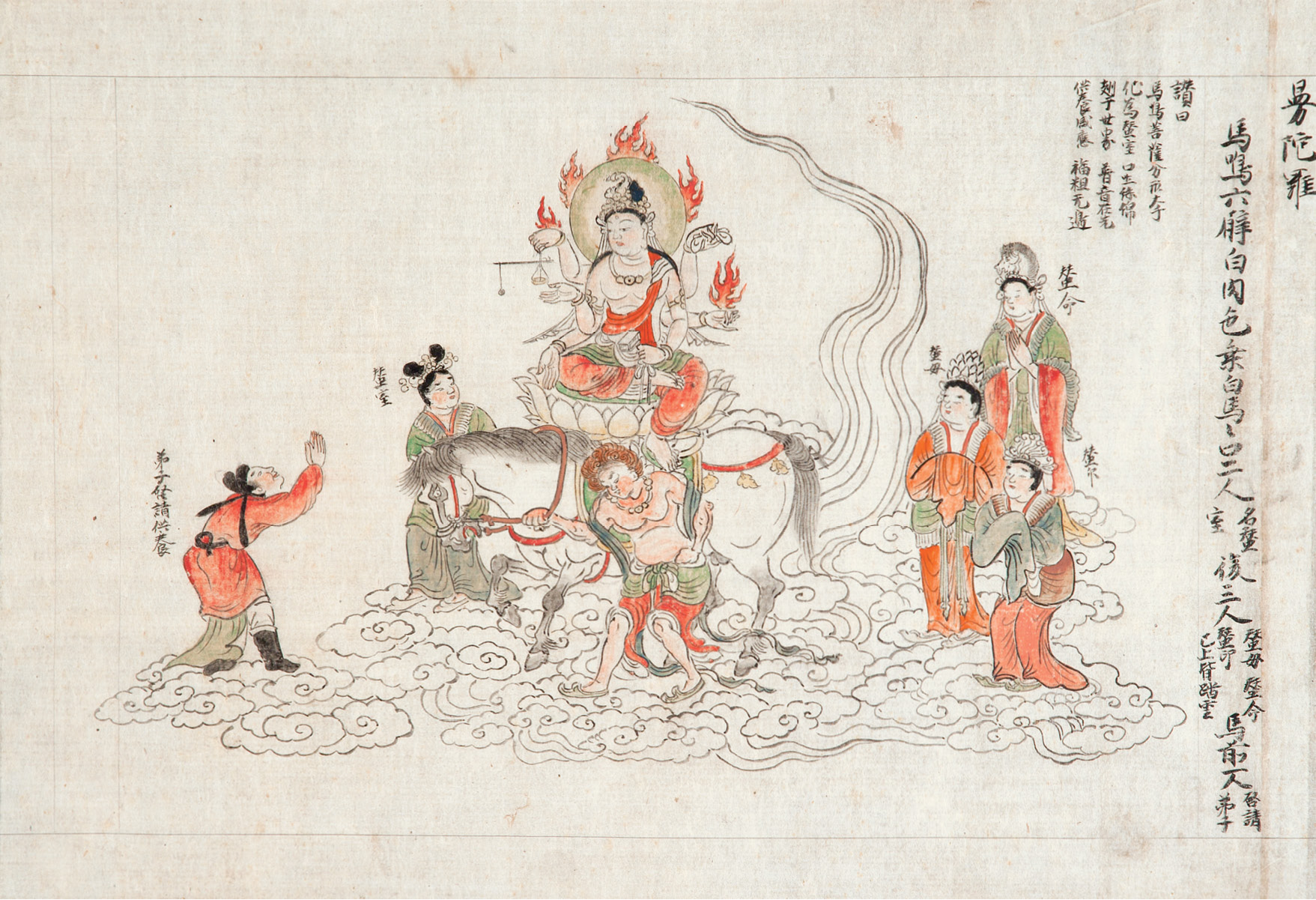
馬鳴菩薩曼荼羅，日本十三世紀彩繪。

馬鳴菩薩（Aśvaghoṣa，?—?），音譯阿濕縛窶沙，大約生活在西元二世紀或更早。是古印度的佛教宗師、詩人、劇作家，在說一切有部出家，經常被歸為譬喻師一派。
在雜密中，以乘白馬之白衣大士形象成為密教本尊；在天台宗、禅宗及華嚴宗等被推崇為佛教第十二代祖师。對漢傳佛教有深遠影響的《大乘起信论》，自隋朝時開始托名為馬鳴所作。

## 名號
「馬鳴菩薩」是尊稱，其本名或法名不詳。此尊號由來很多，唐朝法藏略舉三種馬悲鳴說，其中最常見的是因其說法能感動眾生，使馬悲鳴不食；亦有說他前世用神通力現白馬，使白鳥鳴妙音。此外，他又被尊稱為功德日，作為東印度佛教領袖，與龙树、提婆、鳩摩羅羅陀齊名，被譽為四日照世。
根據多羅那他《印度佛教史》記載，比較了《大毘婆沙論》與《俱舍論》，印順法師認為《大毘婆沙論》中的「達摩蘇婆底」、「法善現」是馬鳴的別名；馬鳴與毘羅為一人異名，毘羅意譯為勇，因此印順法師認為大勇菩薩可能也是馬鳴的譯名之一。

## 生平
馬鳴生於東印度的娑枳多城（Śāketa），出身婆羅門種姓，原為論師文士，後從富樓那耶奢（也有說是脅尊者）出家。
馬鳴擅長辯論，《大唐西域記》中有他在華氏城以論義擊敗鬼辯婆羅門的傳說。據傳擅長文藝的他，曾編導佛教樂曲「賴吒和羅」，竟令華氏城觀眾深感無常，王子相率出家。受月氏國王（有說是貴霜帝國迦膩色迦王）的尊奉，在北印度傳布佛教。他對傳播佛教厥功至偉，獲得了包括龍樹在內的後學皈敬與世人宗奉，傳記中記載其付法於比羅比丘。

## 傳記
保存在漢傳佛教中的馬鳴傳記，包括唐朝《法苑珠林》中收錄的節錄本《馬鳴菩薩傳》，其中出現了《一切經音義》所解釋的《馬鳴菩薩傳》中「綰達」；現有大藏經中有隋錄鳩摩羅什譯《馬鳴菩薩傳》；此外，北朝元魏譯《付法藏因緣傳》中也有馬鳴傳記。三傳記都未提及馬鳴的具體著述，僧祐《薩婆多部記》提及了馬鳴造《大莊嚴論》數百偈。北朝元魏譯《雜寶藏經》記載馬鳴是迦膩色迦王的三智友之一。
依據南朝梁代僧祐於《出三藏記集》為鳩摩羅什所作傳記，他一生譯經三十二部，加上二部闕失和一部非主譯實際收錄三十五部，未提及諸菩薩傳，至唐朝智昇《開元釋教錄》，依據隋朝費長房《歷代三寶紀》等的記載，增加為總共譯經七十四部，智昇見到了其中的五十二部，含《馬鳴菩薩傳》等。因為《歷代三寶紀》的可靠性長期被人質疑，鳩摩羅什是否曾譯《馬鳴菩薩傳》，目前難以確認。日本學者落合俊典在名古屋《七寺一切經》寫本中找到了《馬鳴菩薩傳》真本，他判定其為僧叡所編寫，而現行偽本是北宋編輯印刷版大藏經時替換入的。
玄奘《大唐西域記》記載華氏城曾建窣堵波紀念提婆與外道辯論獲勝，破除了當地佛寺不得鳴犍椎之禁令這一歷史事件，隋錄鳩摩羅什譯《馬鳴菩薩傳》有與之類似的傳說，馬鳴為外道時與佛教辯論獲勝而禁止佛寺鳴犍椎，脅尊者與他辯論獲勝並收他為徒。

## 著作

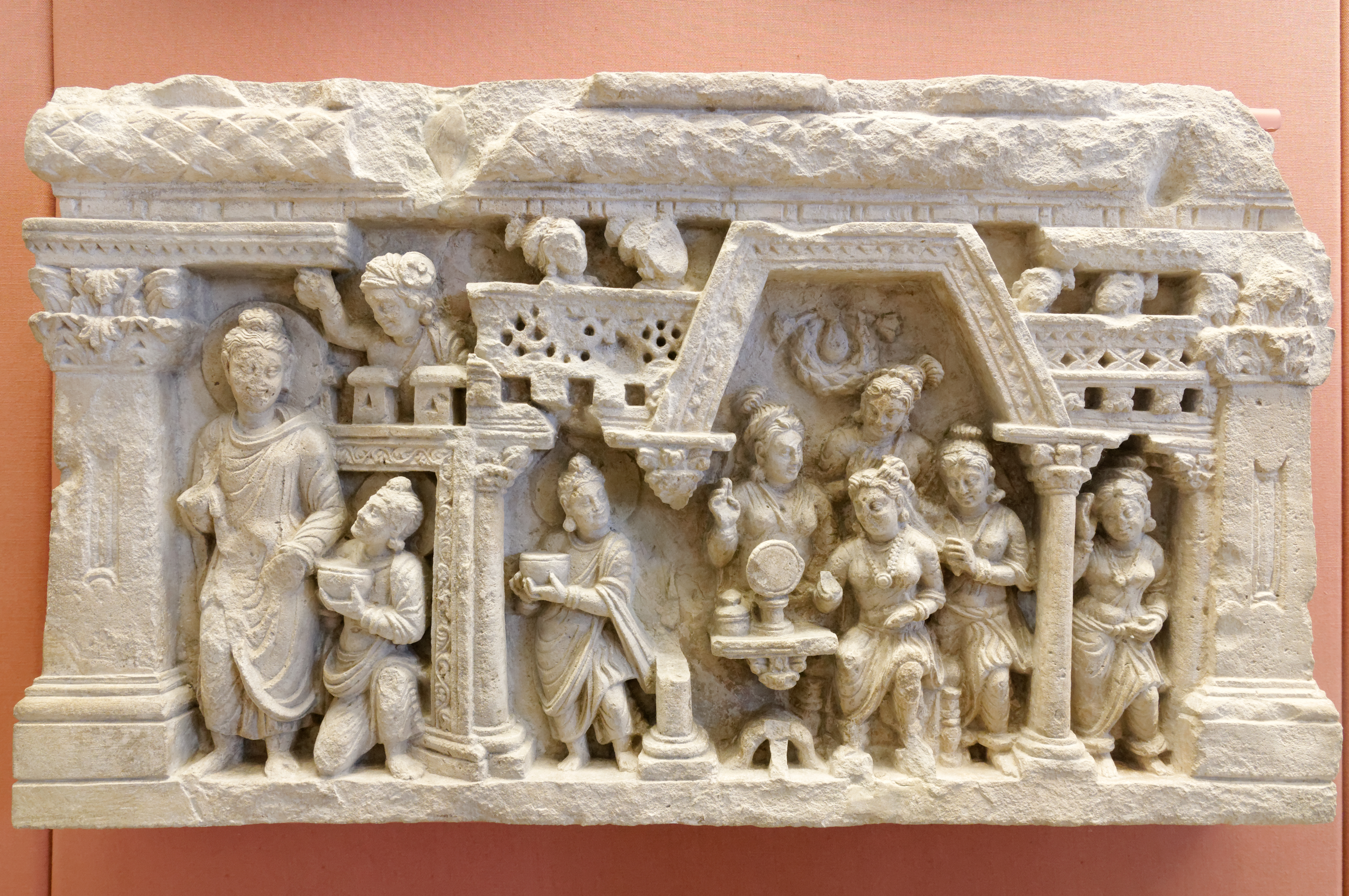
難陀出家。

馬鳴深研佛法，博通三藏，繼承了說一切有部譬喻師廣開教化的傳統，憑藉著文辭典雅優美和論理清晰明徹，更使得佛法在印度高等知識階層中得到了廣泛認可。他的文學造詣甚高，是一位天才的詩人和劇作家，開優美的古典梵語文學之先河，在古印度特別是笈多王朝時期盛極一時。現存著作有《佛所行讚》、《孫陀利難陀詩》、《舍利弗戲曲》等作品，其他作品大多皆已失傳，題為馬鳴所作的還有梵文本《金剛針論》（漢譯題法稱作）等。其《舍利弗故事》是现存梵文文学中最古老的戏剧作品。
《佛所行讚》是其最有代表性的梵文诗歌作品，現代學術界常評價他為在迦梨陀娑之前最偉大的梵文詩人。頌詩體裁的佛陀傳記蔚然成風，現存漢譯還有《佛本行經》，不知作者咸署馬鳴。此外，北涼道泰譯堅意菩薩《入大乘論》多處引證婆羅流支的《佛本行偈》以明義理，據多羅那他《印度佛教史》記載，婆羅流支是龍樹的好友，是大文法學家，其著名事蹟還有發現了牧牛人迦梨陀娑並撮合了他的婚姻，這段記載有《天台梵本》作為佐證。
僧祐《出三藏記集》記載南朝宋代寶雲譯《佛所行讚》五卷，有失譯《佛本行經》五卷，未記載曇無讖有相關翻譯；法經《眾經目錄》記載寶雲譯《佛所行讚》五卷和《佛本行經》七卷；費長房《歷代三寶紀》記載寶雲譯《佛所行讚》五卷，將《佛本行經》五卷歸曇無讖譯；智昇《開元釋教錄》將《佛所行讚》五卷歸曇無讖譯，將《佛本行經》七卷歸寶雲譯，智昇未明示變更《佛所行讚》譯者的理據。
姚秦鳩摩羅什的禪觀被認為主要源自馬鳴這一系。其編譯《坐禪三昧經》中的後二十偈和六覺中偈，相傳是馬鳴所造，其六覺禪觀屬於譬喻師傳統，學者考證了六覺中偈確實出自馬鳴梵文詩作中。
《大庄严论经》是譬喻師面向大眾傳播佛教的著作，在民間和佛教界具有深远影响，一直被認為是馬鳴的代表作，義淨遊學印度時未聞異議。僧祐《出三藏記集》未提及鳩摩羅什譯此經，法經《眾經目錄》和費長房《歷代三寶紀》等記載鳩摩羅什譯《大莊嚴論經》。現代學者根據在新疆的出土梵文殘本所題作者，和本論提及了迦膩色迦王（大約公元127年–163年）和印度-塞人王國盧陀羅達摩王（大約公元130年–150年），稱本論的作者其實不是馬鳴，而是鳩摩羅羅陀作。

## 他著引用與推定著述

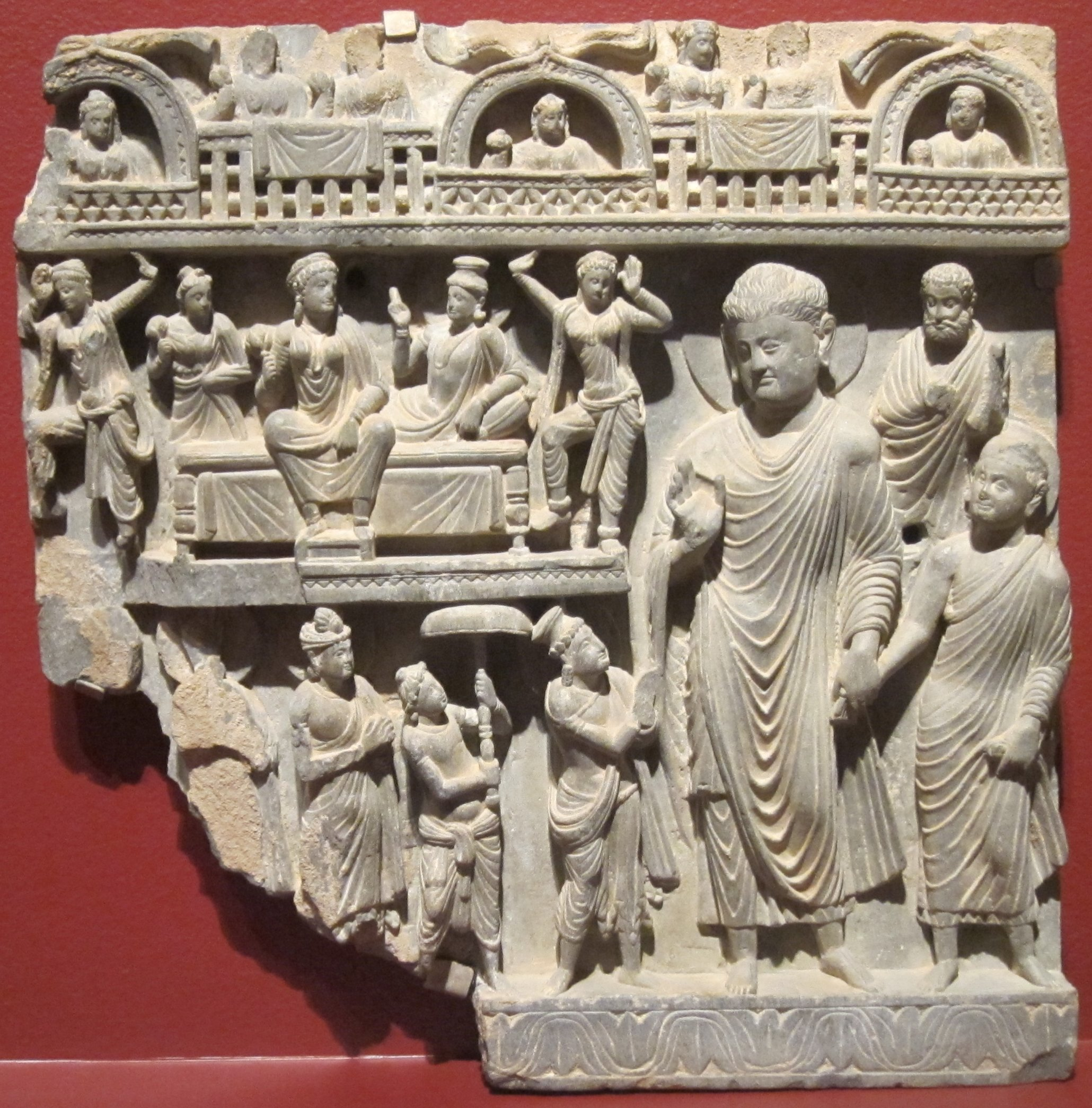
佛陀與難陀在忉利天。

在《大毘婆沙論》中曾經引用「達摩蘇部底」的偈頌，對應了馬鳴的《佛所行讚》，孤證不立而又加上藏傳記載，馬鳴與達磨彌迦須菩提為一人異名，印順法師認為，《大毘婆沙論》以其別名「達摩蘇婆底」即「法善現」而引用了馬鳴的偈頌。
《大毘婆沙論》還引用了「法善現」的二則偈頌，大勇菩薩《分別業報略經》中有偈頌對應「法善現」之偈頌，又加上藏傳記載馬鳴與毘羅（Vira）為一人異名，毘羅義為勇，印順法師認為，此經也可能是馬鳴所作，《十不善業道經》也題為馬鳴所集，印順法師認為，《正法念處經》的集出可能受到馬鳴所作此二經的影響。
《成實論》中曾引用馬鳴的偈。《順正理論》曾引用馬鳴的觀點。
摩咥里制吒造《一百五十讚佛頌》，或被認為就是馬鳴所作。題為馬鳴所集《事師法五十頌》，因有密教色彩，可能是摩咥里制吒所造。
真諦譯《婆藪槃豆法師傳》記載，《大毘婆沙論》的主要撰文者為馬鳴。印順法師認為，與馬鳴時代相近的韋羅或比羅（Vīla），有可能是最初發起編寫《大毘婆沙論》的三位尊者之一。
隋朝淨影慧遠《大乘起信論義疏》記載，馬鳴菩薩造《大乘起信論》。唐朝智昇《開元釋教錄》補充記載《大乘起信論》為馬鳴所造。日本僧人的鈔記中記載了二則認為《大乘起信論》非馬鳴所造的漢地傳說。現代學者對於《大乘起信論》的作者仍有爭議。

## 年代考證

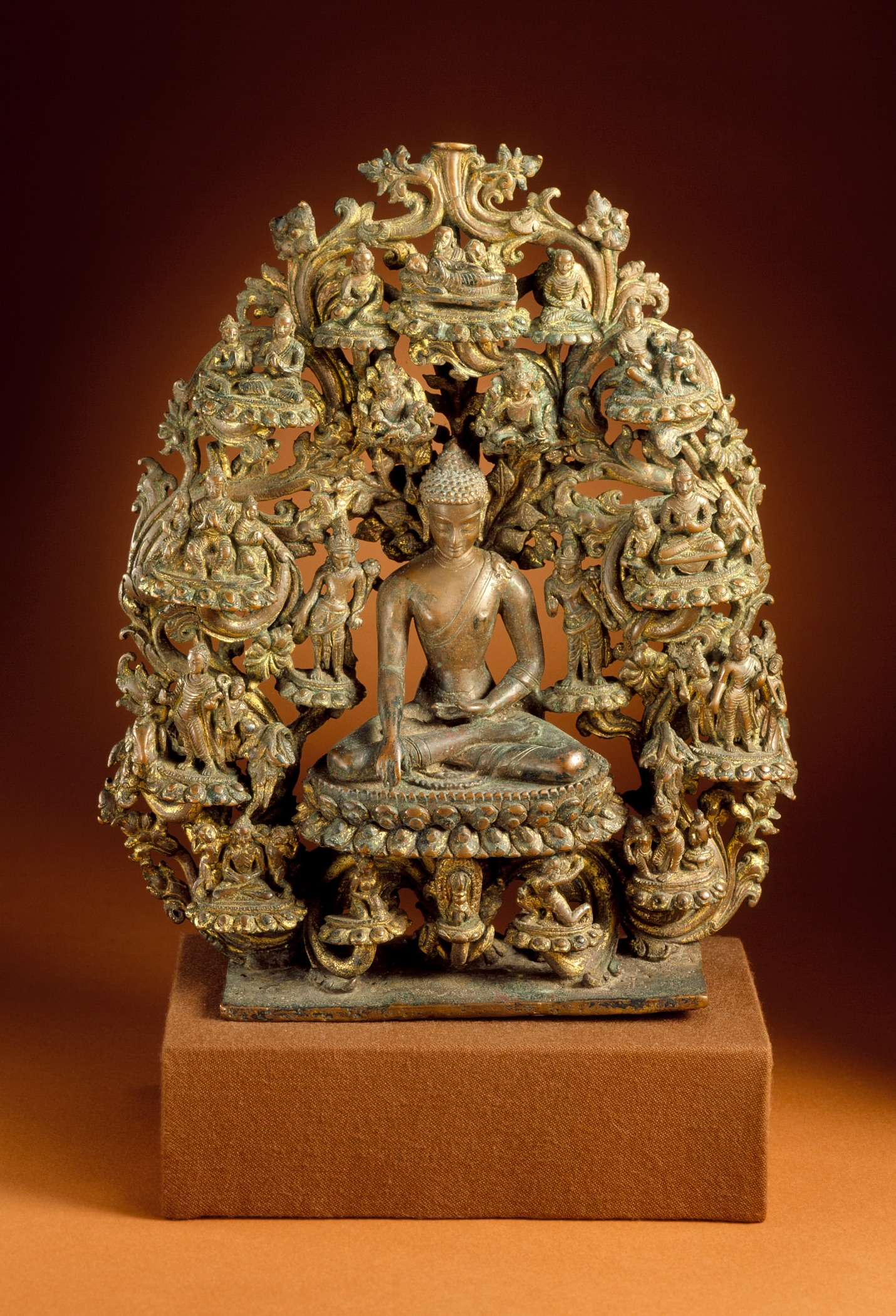
佛傳銅像。

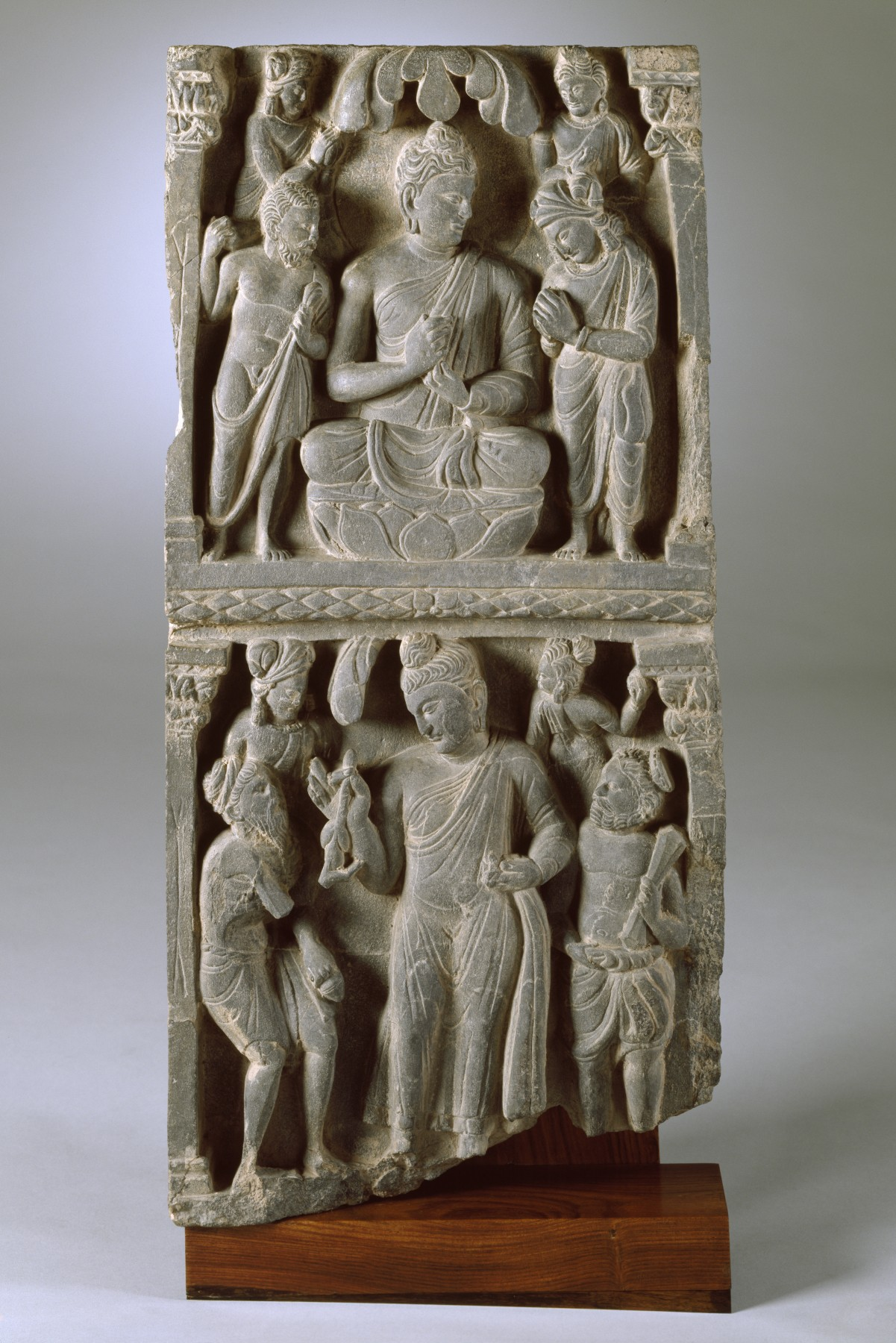
佛傳雕刻。

馬鳴在世時，以及在大乘佛教初起時，擁有很高的聲望，但他在世的年代，因存在許多不同說法而無法確知。自鳩摩羅什時代起，不斷傳入不同的馬鳴傳說，至《釋摩訶衍論》已經有了「六馬鳴」之說，不同年代的六人因同一前世因緣而共稱馬鳴，其中馬鳴時代為佛滅後三百餘年、六百年和八百年之說，都有人選為己用。藏傳佛教則將摩咥里制吒等同於馬鳴。將多個歷史人物當成同一個人的不斷輪迴轉世，符合印度宗教文學慣例，也符合大乘佛教菩薩流轉生死慈航普渡的典範，古人未覺有不妥之處。
學術界在進行考證時，若以歷史上只存在過一個馬鳴為前提，就會發現關於他的各種說法的年代前後差距過大，相互衝突；多數學者尊重古說，確定此唯一馬鳴是比《大乘起信論》寫作早多個世紀的古人。近現代日本佛學研究中，有人以馬鳴在世年代作為《大乘起信論》是漢地偽造的證據。經過了曠日持久的爭論，日本學者宇井伯壽認為，在印度歷史上，出現過數個佛教論師，同樣名為「馬鳴」，這些人的生平被混淆在一起，因此對於馬鳴的傳說才會有許多衝突之處。作《佛所行讚》的馬鳴，為譬喻師，生於龍樹之前；造《大乘起信論》的馬鳴，是另一個大乘論師，其年代晚於龍樹。

### 譬喻師馬鳴
唐朝《法苑珠林》收錄的《馬鳴菩薩傳》記載馬鳴出於佛滅三百餘年後，並另有記載龍樹出於佛滅後七百年內。與之類似，鳩摩羅什弟子傳說，馬鳴出在正法時期之餘，龍樹出在像法時期之末，但像法時期有多少年沒有定說。吉藏《中觀論疏》轉載鳩摩羅什說：馬鳴是佛滅後350年出，龍樹是佛滅後530年出。新聖正隆，先聖遠去，按龍樹後學所說，至少150年已遠。
隋錄鳩摩羅什譯《馬鳴菩薩傳》記載馬鳴之師是脅尊者，而唐朝《法苑珠林》收錄的《馬鳴菩薩傳》記載馬鳴之師是富樓那，北朝元魏譯《付法藏因緣傳》記載馬鳴之師是脅尊者所付法的富那奢，即富樓那耶奢，馬鳴與脅尊者從未謀面。南朝粱代僧祐《薩婆多部記目錄序》記載，脅尊者傳馬鳴菩薩，富樓那耶奢傳後馬鳴菩薩。
隋錄鳩摩羅什譯《馬鳴菩薩傳》記載馬鳴受到月氏國王尊奉，而《付法藏因緣傳》將此王確定為迦膩色迦王，還記載了迦膩色迦王擊敗了安息人，此事不見於他炫耀功績的《羅巴塔克銘文》，而按《後漢書》記載這是丘就卻的功業，歷史上此安息王為岡多法勒斯四世。
南朝陳代真諦傳說，《大毘婆沙論》為迦多衍尼子自釋、眾人研辯而馬鳴撰文。但到了唐朝，玄奘所記載的第四次集結的印度傳說中，脅尊者和世友菩薩以及迦膩色迦王，才是集結出《大毘婆沙論》的主要歷史人物。
按漢傳記載，世友菩薩是古時北印度佛教領袖大譬喻師大德法救的外甥，他所著《問論》（《偈問論》）被譯為《尊婆須蜜菩薩所集論》，此中集錄了大德法救和其他尊者的眾多論述，《大毘婆沙論》曾引用、參考並評破之。脅尊者曾為四《阿含經》作優婆提舍（註釋），至龍樹時代仍廣大流通，《大毘婆沙論》多引脅尊者的言論。二人在《大毘婆沙論》問世之前都聲名遠揚，是更早時代的人物。
迦膩色迦王之帝師是大譬喻師大禪師僧伽羅剎，他是佛滅後七百年時生，先於迦膩色迦王而逝。僧伽羅剎的《道地經》在東漢就已經由漢桓帝初年來華的安世高譯出，《道地經》的寫作時間早於公元150年。《大毘婆沙論》提到過「昔健馱羅國迦膩色迦王」，再結合上玄奘之前的六則涉及迦膩色迦王，和三則記述《大毘婆沙論》的歷史記載，有學者認為《大毘婆沙論》在迦膩色迦王之後才完整集成。
《大毘婆沙論》集成年代在符秦時傳說為佛滅六百餘年後，屬像法時期，在唐朝玄奘時傳說為佛滅四百年後，仍屬正法時期。一般認爲馬鳴的年代應早於《大毘婆沙論》集成，若按古說早其百餘年，按新說近乎同時。《成實論》中曾引馬鳴偈頌和提婆著作，其作者生存年代可能是在提婆在世前後，符合馬鳴年代早於龍樹的說法。
按現代學者推算，《大毘婆沙論》集成約當貴霜帝國時代，年代約在西元150年前後，馬鳴生存年代，還需顧及到「四日照世」的可能性，應與《大毘婆沙論》集成時相去不遠。綜合推估，馬鳴應是生活在西元2世紀上半葉或更早，而龍樹生活生在西元2世紀下半葉或更晚。

### 論師馬鳴
隋朝淨影慧遠的記載中，在《心論》、《雜心論》和《成實論》流行之後，馬鳴菩薩依據《楞伽經》造《大乘起信論》。古人一般以龍樹時代為佛滅後七百年，淨影慧遠所說造《大乘起信論》的晚龍樹百年之馬鳴，就時代而言大致符合於摩咥里制吒，唐朝法藏擇早龍樹百年之馬鳴造《大乘起信論》為定說。
現代研究認為，《阿毘曇心論》作者與提婆同時，《成實論》作者略晚於提婆，因此馬鳴的年代是在龍樹、提婆之後。楞伽經集成與流行的年代，現代學者推估是在無著、世親在世前後，據此傳說，造《大乘起信論》的馬鳴的年代可能略晚於無著、世親。

### 摩咥里制吒
義淨《南海寄歸內法傳》記載，摩咥里制吒前世為向佛鳴雅音之鸎鳥，他著有《四百讚佛頌》和《一百五十讚佛頌》，後世的無著、世親、陳那等對其推崇有加。多羅那他《印度佛教史》，第十七章《阿闇梨阿梨耶提婆等時代》和第十八章《阿闇梨馬鳴等時代》中，有摩咥里制吒傳記，骨幹情節符合義淨《南海寄歸內法傳》的記載。
多羅那他《印度佛教史》記載，摩咥里制吒（Matṛceta）生於東方那梨尼（Nalini）的闊多（Khorta）城，是婆羅門，本名訖哩史拏（Kriṣṇa），皈依佛教前曾信大自在天，被尊稱為難勝黑色（Durdharṣa-kala），以辯論擊敗佛教著稱。他與提婆辯論失敗，持明咒欲逃而遭到軟禁，因看到授記自己的佛經而出家為僧。他主持華氏城花嚴寺，老年時受到德里（Dili）國王迦膩迦（Kanika）的邀請，但未親自往赴，多羅那他特意提示此王不可混淆於古代名王迦膩色迦王（Kaniṣka）。除了寫了眾多頌詩之外，他還寫了《攝般若》等論書，獲得了大小乘的共同擁戴，勢如東印度佛教領袖。
多羅那他《印度佛教史》記載，摩咥里制吒又被稱為毘羅（Vira）、馬鳴、達磨彌迦須菩提（Dharmika-subhūti）等。藏傳佛教根據多羅那他的記載，認為摩咥里制吒別名馬鳴，兩人的生平被等同在一起。
摩咥里制吒在鳩摩羅什時代之前就早已成名，他前世今生之經歷，著述範圍和名望層級，都類似於古之馬鳴。從傳記文學的角度看，漢地不斷傳入關於馬鳴的傳說，整體上逐步趨同於後世的藏傳摩咥里制吒傳記；但二者都有了自身的特色性描寫，比如在辯論墮負出家的記述中，漢傳有辯論機鋒，藏傳有咒術鬥法。
印順法師認為，摩咥里制吒與馬鳴，是不同的歷史人物，絕非一人，並以《大毘婆沙論》用馬鳴別名法善現引用他的《佛所行讚》和《分別業報略經》作為理據。

## 部派考證
所屬的部派，記載並不清楚。一般認為出身於說一切有部，但記載中又指出他與多聞部、雞胤部、經量部、瑜伽行派之間又有緊密關係。印順法師認為，他的傳教風格，近於說一切有部中的譬喻師。
漢傳佛教傳統中，稱馬鳴為菩薩，與龍樹相同，將其視為是一位大乘佛教宗師。但由現存資料來看，馬鳴是否信奉大乘佛教，難以考證。漢傳佛教經典中，有將著名大譬喻師稱為菩薩，將其著述稱為經的實例，並且《大智度論》中以佛傳為大乘經。平川彰認為，在大乘佛教初起時，佛傳文學者是超越部派的，認為馬鳴是屬於讚佛乘這個流派的，重視文學，類同於摩咥里制吒。
此外，《大悲經》中曾提到後世還有宣揚大乘之祁婆迦，其梵語為Jīvaka義為「活命」，印順法師曾以為這是馬鳴（Aśvaghoṣa）的音譯
，聖嚴法師引用了這個說法並認為西方淨土思想的興起與馬鳴有關，但在印順後期研究中，則認為祁婆迦是商那和修弟子。《大毘婆沙論》常引用一位只稱其為大德之人，不提名諱以示特別尊重，印順法師曾懷疑這位大德指的不是大德法救，而是大德法善現，也就是馬鳴。

## 民間信仰
漢傳佛教傳說馬鳴菩薩前世曾化身為蠶爲馬人製衣，馬人感戀悲鳴而得號馬鳴，有可能又結合上了東晉干寶（286－336年）《搜神記》中馬悲鳴不食化身為蠶的故事，因此類傳說，傳統的中國蠶絲業者常崇拜馬鳴菩薩，作為守護神。此外，在觀音菩薩信仰中，馬鳴菩薩對應大悲咒第六句「摩訶迦盧尼迦耶」（义爲“（礼敬）大悲心（者）”）。